# Mixtape

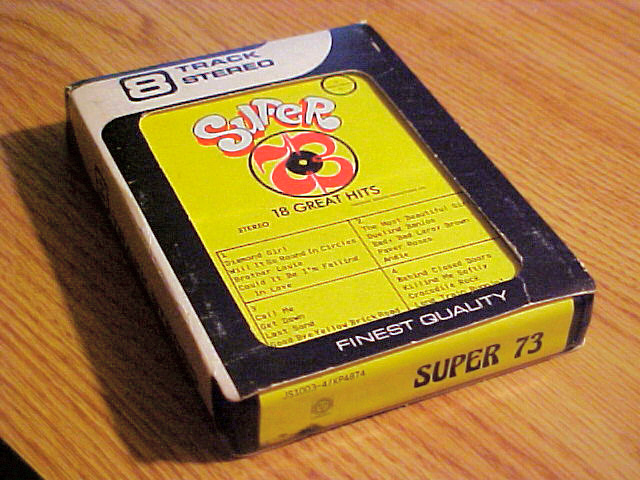
Un mixtape pirata del 1974

Una cassetta mista o collage musicale (in lingua inglese mixtape o mixed-tape) è una raccolta di canzoni o tracce (solitamente, musica protetta dal diritto d'autore, presa da altre fonti), registrata in uno specifico ordine, tradizionalmente su di un'audiocassetta. Il termine viene usato anche per compilation di audio e/o video su supporti VHS e DVD. Nella lingua inglese "mixtape" viene usato anche come termine generico per compilazioni di canzoni su altri supporti come CD, file musicali o altri formati audio.
I collage musicali, che generalmente riflettono il gusto dei propri compilatori, possono andare da una selezione di brani preferiti ordinate casualmente, ad una sequenza di canzoni o brani collegati da un tema o da stati d'animo, a raccolte di tracce ritagliate su misura per un determinato destinatario. Il saggista Geoffrey O'Brien vede nel mixtape una forma d'arte compiuta, definendola come «la forma d'arte più ampiamente praticata in America».

## Storia
Le canzoni possono essere in sequenza; dagli anni ottanta diventarono molto popolari i mixtape senza soluzioni di continuità, rese attraverso la tecnica del beatmatching e con la creazione di sovrapposizioni e dissolvenze fra la fine di una canzone e l'inizio della successiva.
I primi mixtape più diffusi erano cassette clandestine su supporti Stereo8, che erano vendute presso i mercatini delle pulci e nelle aree di servizio dai primi anni sessanta fino ai primi ottanta, con nomi come Super 73, Country Chart Toppers o Top Pops 1977. Le audiocassette con l'anno nel titolo erano, solitamente, vendute prima di Natale o nei primi giorni dell'anno successivo ed erano sempre molto vendute.
Con l'avvento dell'audio digitale a prezzo contenuto anche al livello del consumatore, la creazione e la distribuzione dei collage musicali ha preso la forma del compact disc o della playlist MP3, ma il termine mixtape è ancora usato, sebbene il supporto sia cambiato.

## Il mixtape nell'hip hop
In ambito hip hop il mixtape assume la connotazione di un album non ufficiale, contenente materiale inedito e prodotto dagli artisti per incrementare l'attesa di un nuovo album, o dare ai propri fan pezzi che non potrebbero altrimenti fare uscire attraverso il normale circuito discografico, specie se sotto contratto con una major.